# سلامة (فلم)
فيلم سلامة خامس أفلام أم كلثوم تم إنتاجه عام 1945.

## قصة الفيلم
هذا الفيلم يدور حول قصة حب من أيام الدولة الأموية بين رجل زاهد، وبين جارية من مكة تدعى سلاّمة (بتشديد اللام)، وإن كان هناك خلاف حول ما إذا كانت بعض أحداث الفيلم قد وقعت فعلاً.
في عهد الدولة الأموية عاشت سلامة (ام كلثوم) ذات الصوت الرخيم، جارية عند الشيخ أبو الوفا (عبد الوارث عسر) تقوم هي وزميلتها شوق (زوزو نبيل) برعى الغنم ومساعدة ام الوفا (استر شطاح) في أعمال المنزل، وكانت سلامة تهوى الغناء وتحلم ان تكون يوما مثل المطربة جميلة (سعاد زكى) أو المطربة حبابه (رفيعة الشال) فلما قابلت الراعى حكيم (فاخر فاخر) طلبت منه ان يعلمها الغناء فعلمها أغنية واحدة غنتها وحولها كل بنات الحى يرددنها وراءها بينما ترقص شوق وتضرب ام الوفا على الدف.
كان الشيخ أبو الوفا يعانى من الصخب الصادر من منزل ابن ابى سهيل (فؤاد شفيق) الفاجر الفاسق الذي يقضى ليله يشرب الخمر بين الراقصات والمغنيات، فطلب من الشيوخ اللجوء إلى الحاكم، ولكن الشيخ عبد الرحمن الجس (يحيى شاهين) التقى الورع اقترح التوجه لمنزل ابن سهيل لإرشاده ونصحه اولاً، ولكنهم شاهدوا أهل بيت أبو الوفا سلامه وشوق وام الوفا، هم الذين يغنون ويرقصون، فأُحرج أبو الوفا وهدد ببيع الجاريتين إن عادتا للغناء مرة أخرى، وقام بحبس سلامة داخل المنزل، ولكن حكيم استطاع ان يهربها خارج المنزل فلما شاهدهما أبو الوفا، نفذ تهديده ببيعهما للدلال زحمان بدينارين، الذي باعهما بدوره لإبن سهيل بمائة دينار وطلب منه ان يستأجر المغنى معبد ليعلم سلامة الغناء، فأصبحت مطربة ذائعة الصيت. تعبت ام الوفا من أعمال المنزل فطلبت من عبد الرحمن الجس ان يتوسط لدى ابن سهيل لإعادة سلامة وشوق مقابل رد الدينارين وقد كان الجس يحب سلامة دون ان يفصح وهي تبادله نفس الشعور، ولكن ابن سهيل رفض إعادة سلامة كما رفضت سلامة العودة لأم الوفا ورفضت نصائح عبد الرحمن الجس بترك ابن سهيل. تعرضت سلامة لمضايقات ضيوف ابن سهيل فلجأت إلى الجس وتعددت لقاءاتهما وتداول الناس ان الجس يعشق سلامه، فلجأ الجس إلى ابن سهيل ليشترى منه سلامة ويتزوجها، ولكن ابن سهيل منحها له ولكن بعد فوات الآوان، فقد كان مديونا بمبلغ كبير ووقعت أملاكه في مزاد فاز فيه ابن ابى رمانه (عبد العزيز خليل) وقد عرض عليه الخليفة يزيد بن عبد الملك (عبد القادر المسيرى) 50 الف دينار مقابل سلامة، التي هربت من ابى رمانه مع أحد القوافل. عمل عبد الرحمن الجس مع ابن ابى سهيل في التجارة لجمع المال اللازم لإستعادة سلامة، وبعد ان جمع ثروة وعثر على سلامة هاربة فضل إعادتها أولا إلى ابى رمانه ويشتريها منه، ولكنه علم ان الخليفة يزيد قد اشتراها فتركها له وتطوع في جيوش المسلمين لمحاربة أعداء الدولة الأموية وأبلى بلاءا حسنا في الدفاع عن الخليفة ودولته وحقق الانتصارات ضد أعداءه وما ان علم الخليفة بحب الجس لسلامة وهبها له، ولكن الجس كان قد أصيب في أحد المعارك ومات بين يدى سلامة التي أصيبت بالذهول وسارت هائمة على وجهها في الطرقات لاتلوى على شئ.

## بطولة
أم كلثوم
يحيى شاهين
عبد الوارث عسر
إستفان روستي
زوزو نبيل
رفيعة الشال
زكي إبراهيم
فؤاد شفيق
حسن صالح
لطفي الحكيم
ببا ناجي
علي كامل
عبد القادر المسيري
فاخر فاخر
إستر شطاح
محمود رضا
سعاد زكي
محمود كامل
عبد العزيز خليل
محمد نبيه

## أغاني الفيلم
جميع أغاني فيلم من تأليف بيرم التونسي، وتلحين زكريا أحمد، باستثناء قصيدة قالوا أحب القس سلامة فهي من تأليف علي أحمد باكثير، وتلحين رياض السنباطي وجزء من قصيدة يا بعيد الدار لعباس بن الأحنف لحنها زكريا أحمد.

## روابط خارجية
- مقالات تستعمل روابط فنية بلا صلة مع ويكي بيانات